# Sharks de Los Angeles
Pour les articles homonymes, voir Sharks (homonymie).
Les Sharks de Los Angeles sont une équipe de hockey sur glace professionnelle de l'Association mondiale de hockey qui exista de 1972 à 1974. Ils durent partager leurs matches locaux entre le Los Angeles Memorial Sports Arena et le Long Beach Sports Arena. Les Sharks furent contraints de déménager à Détroit au terme de la saison 1973-1974 de l'AMH pour devenir les Stags du Michigan pour la saison 1974-1975 de l'AMH; ils ne terminèrent cependant pas la saison au Michigan, étant de nouveau déménagés le 18 janvier 1975 à Baltimore pour devenir les Blades de Baltimore. Ils survécurent jusqu'à la fin de la saison, puis disparurent pour de bon. 